# 直接流通
直接流通（ちょくせつりゅうつう）とは商学用語の一つで、商品の流通において、その商品が生産者のもとから直接消費者のもとへと移動する形態を言う。これは商業が発達していない社会で行われていた交易の形態であり、この場合は生産者は自身の生産した商品を求める消費者を、消費者は自らが求める商品の生産者を探さなければならなかった。このことから生産者も消費者も自らが求める交易の相手を探すのに多大な時間や費用を要していた。
だが、このような時間と費用を節約した効率的な交易を行うために、多くの生産者が商品を持ち寄る市というものが生み出され、さらには市で商品売買の代理を専門とする商業者が生まれてくることとなる。そして生産者にとっても消費者にとっても売買を行う場合には商業者を介在させたほうが効率的であることから直接流通は行われなくなっていくこととなる。このような、自身の作った商品が商業者の手に渡り、その商業者から消費者のもとへと商品が流通する形態を、直接流通に対して間接流通と言う。